# Skiën

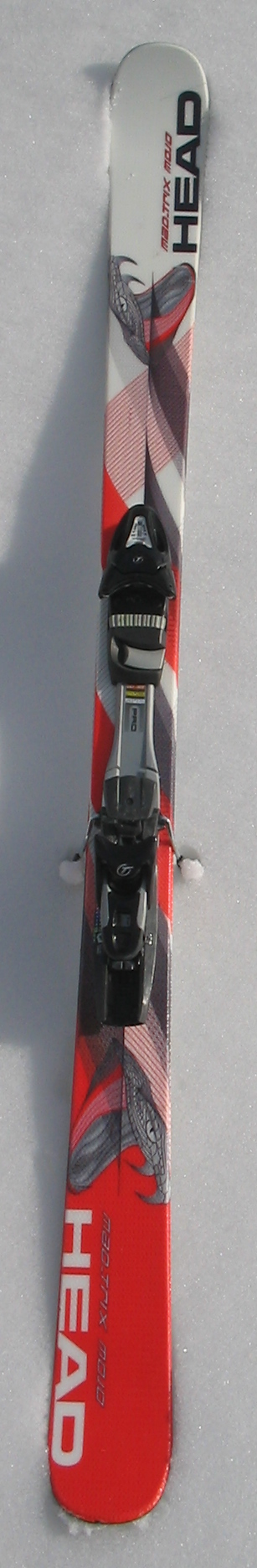
Een ski

Skiën is zich voortbewegen over sneeuw of een kunstskibaan met behulp van twee 'planken', ski's genoemd, die aan de voeten (skischoenen) worden bevestigd. Het woord ski is afkomstig van het Oudnoorse skiða, dat 'rechte plank' betekent. Vroeger was skiën geen sport, maar een transportmiddel in de wintermaanden.
Oorspronkelijk waren ski's van hout, maar moderne ski's worden gemaakt van glasvezelversterkte kunststof of andere composietmaterialen, of een combinatie van hout en composietmaterialen. Op de pagina over skimateriaal wordt dieper ingegaan op de samenstelling, vorm en functionaliteit van de "plank(en)".
Een skiër is iemand, die zich bezighoudt met enige vorm van skiën, zoals hieronder nader wordt beschreven.

## Vormen

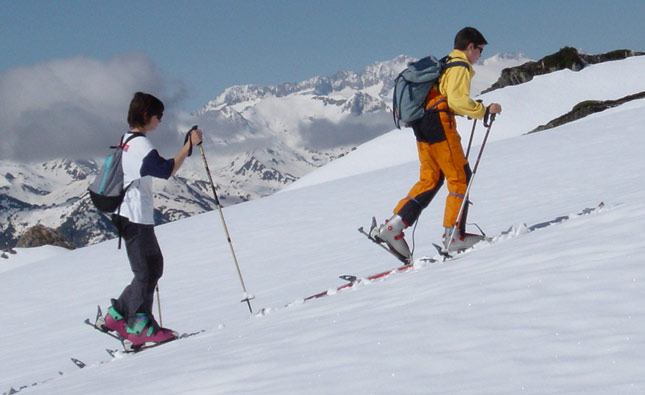
Met vellen omhoog lopen

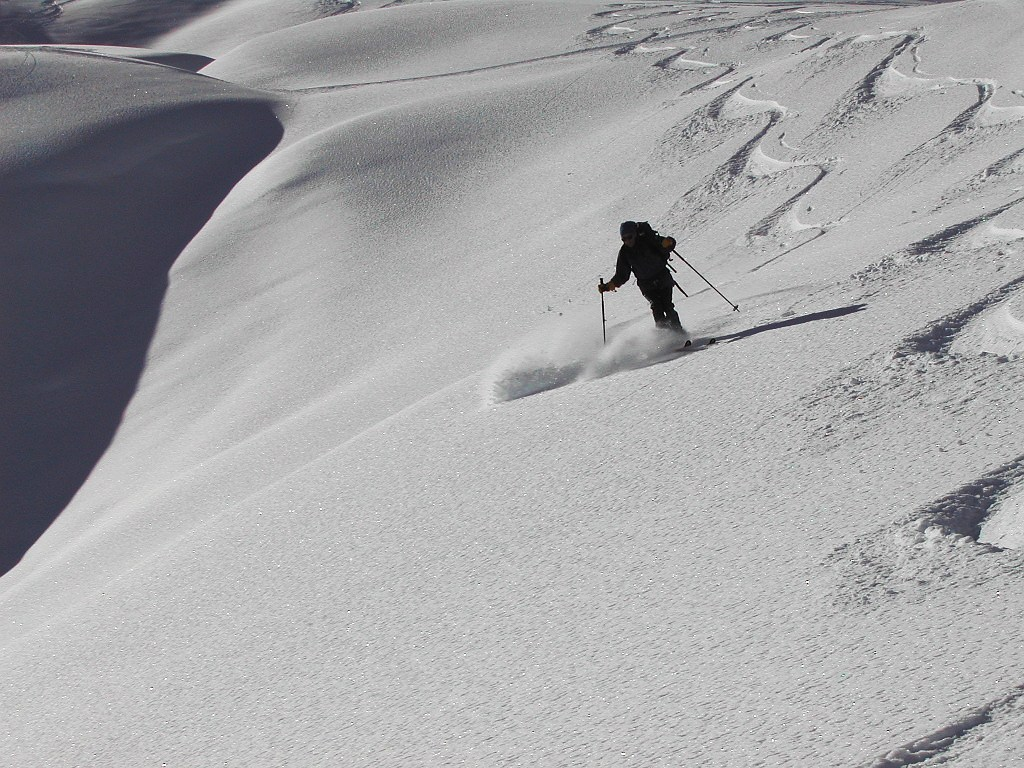
Afdaling door poedersneeuw

Er bestaan diverse vormen van skiën. De volgende skisporten bestaan:
Noords skiën
- Langlauf: in het Engels cross country genoemd, op speciale langlaufski's moet een traject worden afgelegd. Er zijn verschillende varianten, afhankelijk van de lengte, welke stijl van lopen mag worden gebruikt en of de deelnemers tegelijk of na elkaar starten. Er zijn 2 hoofdstijlen: traditioneel met langere ski's alleen in de lengterichting door een spoor schuivend, en op kortere ski's met schaatspassen waar toepasselijk. Een spoor kan machinaal worden aangelegd, of door de skiërs zelf indien men een toervariant beoefent. Bij niet competitief skiën wordt ook het Nederlands woord wandelskiën gebruikt.
- Schansspringen: De deelnemers springen van een schans af en proberen daarbij zo ver mogelijk te komen. Naast de springafstand wordt ook door een aantal juryleden de uitvoering van de sprong beoordeeld. Er zijn twee typen schans, de 90-meterschans en de 120-meterschans, naar de typische afstand die er gesprongen kan worden.
- Noordse combinatie: Dit is een combinatie van langlauf en schansspringen en bevat drie onderdelen: de sprint, de individuele discipline en de teamdiscipline.
- Biatlon: Op speciale langlaufski's moet een traject worden afgelegd. Tussendoor moeten doelen worden geraakt met een geweer in verschillende schietposities.
- Telemarken: Skiën met telemarkski's -met losse hak- waarbij de skiër door de knieën buigt bij het draaien. Hierbij wordt de noordse stijl gebruikt op steilere hellingen. Hierdoor kan dit beschouwd worden als een mengvorm van de noordse en alpiene stijl.

Alpineskiën
- Afdaling: Een snelheidsparcours dat bergafwaarts verloopt zonder veel bochten, en met sprongen, dient zo snel mogelijk afgelegd te worden (gewoonlijk in 1 manche).
- Slalom (ski): Een parcours tussen paaltjes, die beurtelings ongeveer links- en rechtsom moeten worden gepasseerd, zeer technisch bochtenwerk (in 2 manches).
- Reuzenslalom (ski): Zelfde als slalom maar dan langer en minder bochtig, technische discipline (in 2 manches).
- Super G (ski): Bochtiger snelheidsparcours, met sprongen (gewoonlijk in 1 manche).
- Alpiene combinatie: De deelnemers moeten zowel 1 manche afdaling en 1 manche slalom skiën; de tijden worden opgeteld.
- Parallel ski event: 2 deelnemers starten tegelijk
- Team event: deelnemers racen per team

Freestyleskiën
- Slopestyle: Een reeks van obstakels bestaande uit rails, boxen en kickers waarvan de skiërs tricks van moeten maken om vervolgens een zo hoog mogelijke score te behalen die beoordeeld wordt door de jury.
- Aerials: Van een skischans, de kicker, worden salto's gemaakt.
- Buckelpisteskiën (moguls): Men moet in een zo recht mogelijke lijn tussen de bulten op de piste naar beneden skiën. In het parcours bevinden zich twee sprongen. Het klassement wordt opgemaakt op basis van de behaalde punten op de bochten, de sprongen en de snelste tijd.
- Buckelpisteskiën (Dual-moguls)
- Ski cross : Op een speciaal aangelegd parcours met kuipbochten, bulten en schansen wordt door 4 racers om het snelst geracet, de winnaar gaat door naar de volgende ronde.
- Halfpipe : In een halve pijp maken de deelnemers sprongen en kunsten die beoordeeld worden.

Snowboarding
- Slalom (SB): Een parcours tussen paaltjes, die beurtelings ongeveer links- en rechtsom moeten worden gepasseerd, zeer technisch bochtenwerk (in 2 manches).
- Reuzenslalom (SB): Zelfde als slalom maar dan langer en minder bochtig, technische discipline (in 2 manches).
- Super G (SB): Bochtiger snelheidsparcours, met sprongen (gewoonlijk in 2 manches).
- KO event (SB): deelnemers racen tegen elkaar de winnaar gaat door naar de volgende ronde.
- Half pipe (SB): In een halve pijp maken de deelnemers sprongen en tricks die gequoteerd worden.
- Big air: Van een schans worden sprongen en kunsten gemaakt.
- Boardercross: Op een parcours wordt door 4 tot 6 racers om het snelst geracet, de winnaar gaat door naar de volgende ronde.

Speed skiing of kilomètre lancéede records worden hier uitgedrukt in km/h (op dit moment boven de 250).
GrasskiënSkiën op gras, voor als er geen sneeuw meer is, meestal met speciale ski's. De normale ski's zijn hiervoor niet geschikt.
ZandskiënNet als bij gras- of droog-skiën wordt hier op de zandduinen van de woestijn geskied.
BorstelskiënSkiën op pistes met een kunstmatige ondergrond die de sneeuw vervangt, zoals borstels, matten, wordt ook wel "dry-slope" of "artificial-slope"-skiing genoemd.
Ski-alpinismeDe alpine variant van cross country. Men loopt/skiet een parcours en men overwint hindernissen met technieken uit het alpinisme. Men skiet met zo licht mogelijke alpineski's, vaak voorzien van een honingraatstructuur, zeer dunne metalen kanten en daarbovenop een ultra lichte zogenaamde pinbinding.  Als wedstrijdsport had dit vooral berggidsen als veelvuldig winnaars gevolgd door deelnemers uit het militaire veld, medewerkers van skistations, bergredding en getrainde hobbyisten. Met de hedendaagse professionalisering van de sport bestaat de top uit beroepsatleten gespecialiseerd in deze competitie en domineren deze de belangrijke wedstrijden. Belangrijke en voor de start gecontroleerde verplichte extra uitrusting om te mogen starten zijn onder meer: rugzak met skidraagsysteem, lawinebieper, klimgordel, stijgijzers ofte crampons alsook een piolet (meestal een ultralicht model voor deze sport), helm, reddingsdekentje. Touw wordt waar nodig door de organisatie geplaatst.
ToerskiënToerskiën is dezelfde sport als ski-alpinisme waarbij men een bergtoer maakt buiten de aangelegde skigebieden, maar niet met een wedstrijdoogmerk. Om te stijgen zal men ook hier met vellen en eventueel harschijzers onder de ski's omhoog lopen, om vervolgens naar beneden te skiën.
HeliskiënSkiërs worden op een hooggelegen punt afgezet door een helikopter en skiën dan, al dan niet met een gids, hun afdaling buiten pistes.
FreeridenEen vorm van skiën waarbij er buiten de pistes in de poedersneeuw verse sporen worden achtergelaten. Skiërs kunnen freeriden in een bos, maar bijvoorbeeld ook op een hoger gelegen punt waar soms veel rotsen te vinden zijn.

## Wedstrijdskiën
Wedstrijdskiën in Nederland gebeurt op de kunstskibaan en indoorhallen. Nederland telt ongeveer 14 borstelbanen en indoorhallen waar tussen september en april wekelijks slalomwedstrijden georganiseerd worden.

## Skimateriaal
Niet elke ski is dezelfde in elke vorm van het skiën. Voor elke tak van sport gebruikt men ander skimateriaal. Zo is een alpineskiuitrusting een andere dan de uitrusting voor langlaufen. Ook binnen een tak van sport zijn er verschillende ski's, van carveski's tot aan de dunne latjes. Daarnaast verschillen de ski's voor gevorderden van die voor beginners. Hierdoor kan de prijs van ski's sterk verschillen. 